# Santa Lucia di Serino
Santa Lucia di Serino ist eine italienische Gemeinde mit 1359 Einwohnern (Stand 31. Dezember 2023) in der Provinz Avellino in der Region Kampanien. Der Ort ist Teil der Bergkommune Comunità Montana Terminio Cervialto.

## Geografie
Der Ort liegt nur etwa zehn Kilometer von der Provinzhauptstadt Avellino entfernt. Die Nachbargemeinden sind San Michele di Serino, Santo Stefano del Sole und Serino.